# Poesía Song

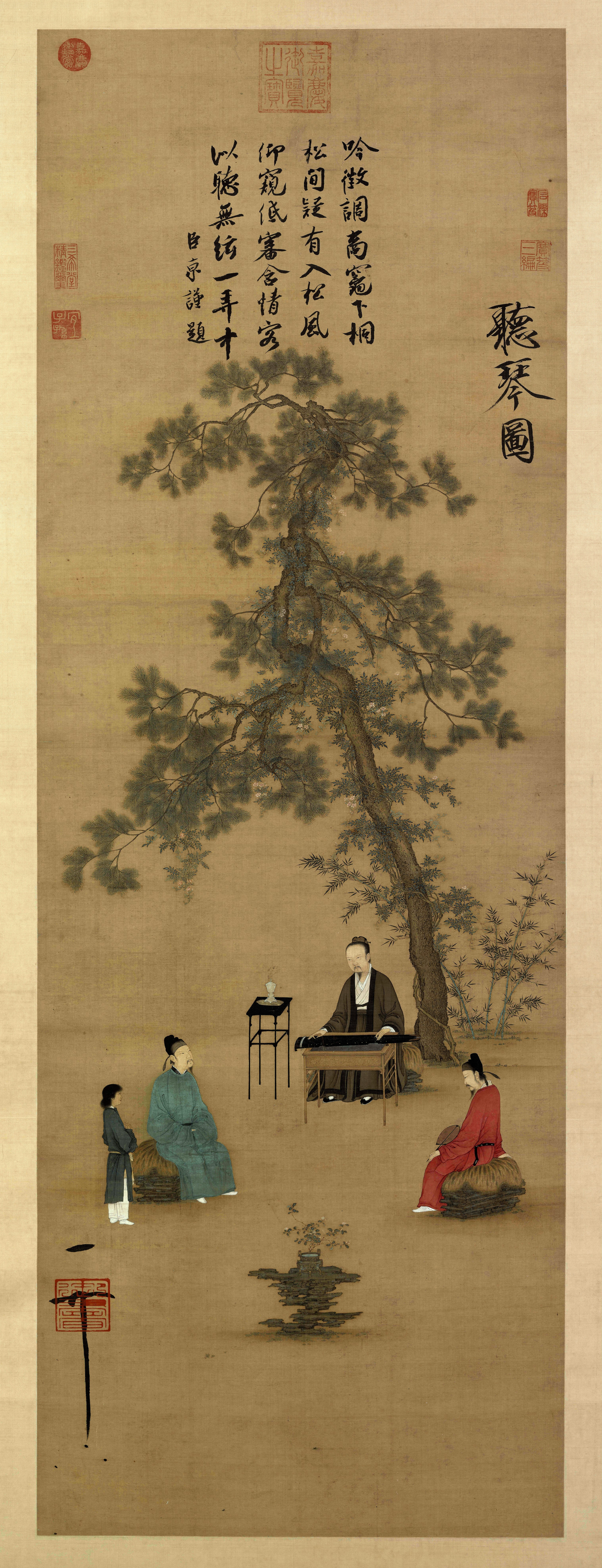
"Escuchando al Qin" de Song Huizong.

La poesía Song se refiere a la poesía clásica china típica de la dinastía Song de China (960-1279). La dinastía fue establecida por la familia Zhao en China en el año 960 y duró hasta 1279 en que fue derrotada por los mongoles.
Muchos de los poemas chinos clásicos más conocidos son de poetas de la dinastía Song, como Su Shi (Dongpo), Ouyang Xiu, Lu You y Yang Wanli. Esta época fue también de grandes logros en la pintura y la literatura, y muchos artistas obtuvieron logros en más de uno de estos campos, además de ser a menudo funcionarios del gobierno.

## Antecedentes históricos
La dinastía Song (960-1279) fue la primera en la que China se unificó en un solo estado desde la dinastía Tang, las dos dinastías quedaron separadas entre sí por el período de transición conocido como el período de las Cinco Dinastías y los Diez Reinos, que fue un período de desunión. El período Song se divide en dos partes, la primera es Song del Norte (960-1127), que partió de la China reunificada por el emperador Taizu de Song, fundador dinástico. La segunda parte del período Song es conocida como Song del Sur (1127-1279) porque la parte norte del imperio fue entregada a las fuerzas militares de los Jurchens, quienes formaron su propia dinastía Jin (1115-1234). Luego, los Song del Sur se enfrentaron a una prolongada lucha contra el Imperio mongol antes de sucumbir finalmente a las fuerzas mongoles, que se establecieron como la dinastía Yuan. A pesar de la constante presión militar y sus numerosas dificultades en asuntos exteriores, la dinastía Song fue generalmente una época de crecimiento demográfico, prosperidad económica y excelencia en las bellas artes.

## La tradición poética
Los poetas de la dinastía Song se basaron en una larga tradición de la poesía en China, pero usaron particularmente las formas predominantes en la dinastía Tang, o en el caso de la forma ci, que se desarrolló hacia el final de la dinastía Tang y el período inmediatamente anterior a la dinastía Song, especialmente en las obras de Li Yu de la dinastía Tang del Sur. Uno de los nuevos desarrollos fue un gran aumento en la popularidad de la forma de poesía Ci, una forma basada en las formas y ritmos tradicionales, en última instancia extraída de canciones populares, pero con nuevas palabras. Otro desarrollo fue una fusión cada vez mayor de la pintura y la poesía, como en la serie de las diversas Ocho Vistas de Xiao Xiang con pinturas y poemas combinados. Muchos de los poetas de la dinastía Song se vieron muy afectados por la política de la época.

## Poesía y política
Durante la era Song del Norte, muchos de los funcionarios / poetas del gobierno se vieron atrapados por un lado u otro respecto al controvertido reformismo del poderoso ministro de gobierno Wang Anshi. Uno de los afectados por su oposición a las políticas de Wang Anshi fue Su Shi, quien obtuvo su apodo "Dongpo" de su lugar de destierro durante su primer período de exilio, en el que sus poemas fueron usados en su contra como evidencia de su deslealtad al imperio. La poesía de Su Shi también se vio muy afectada por su segundo período de destierro en lo que entonces era un puesto de avanzada imperial extremadamente remoto en la isla de Hainan, en el extremo sur. Durante la era Song del Sur, gran parte de la controversia política se libró en torno al tema de la parte norte ocupada del imperio, que se había perdido en la invasión de los Jurchen. Lu You fue uno de los poetas que consideró reconquistar el norte su deber patriótico y escribió poemas al respecto.

## Poetas
Los poetas más famosos de la dinastía Song incluyen a Lu You, Cai Xiang, Chao Chongzhi, Fan Chengda, Fan Zhongyan, el emperador Gaozong of Song, Gong Kai, Han Shizhong, la señora Huarui, Jiang Kui, Lu You, Li Houzhu, Li Qingzhao, Lin Bu, Liu Kezhuang, Lu You, Mei Yaochen, Mi Fu, Lu You, Ouyang Xiu, Qian Chu, Qin Guan, Shao Yong, Shen Kuo, Song Qi, Su Shi, Su Zhe, Wang Anshi, Wang Yucheng, Wen Tianxiang, Wen Tong, Xin Qiji, Yan Yu, Yang Wanli, Yue Fei, Zeng Gong, Zhang Xian, Lu You, Zhu Shuzhen y Zhu Xi.

## Poesía, pintura y caligrafía

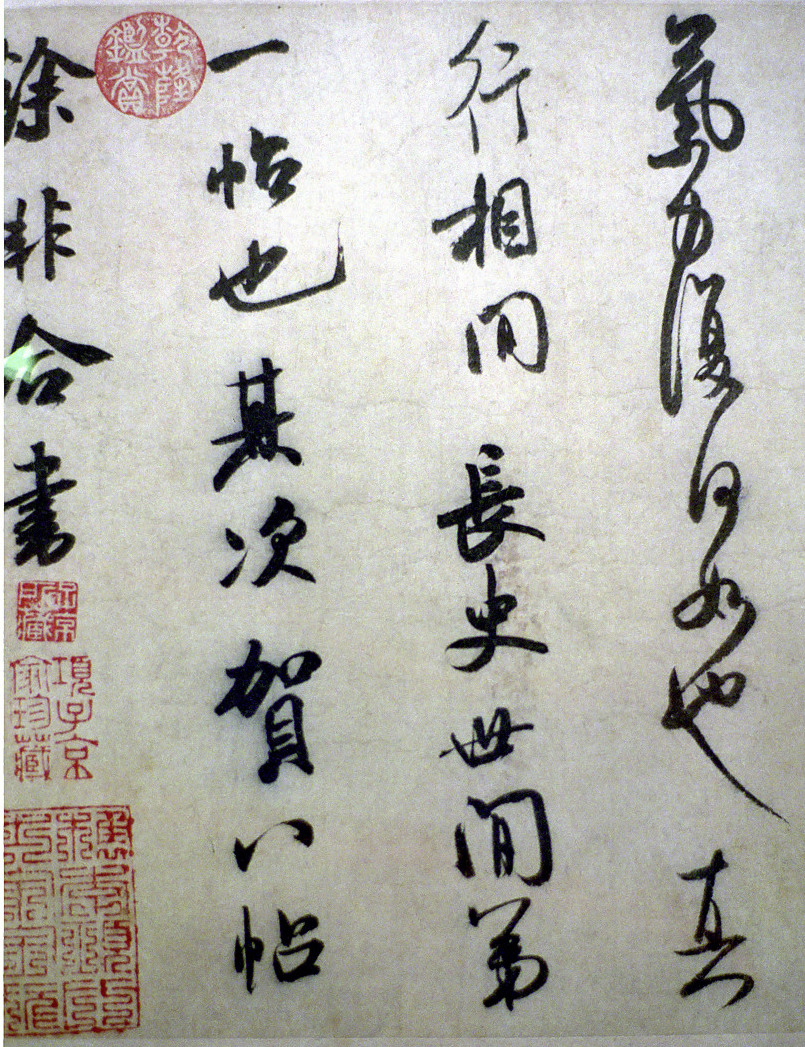
Mi Fu, detalle de caligrafía.

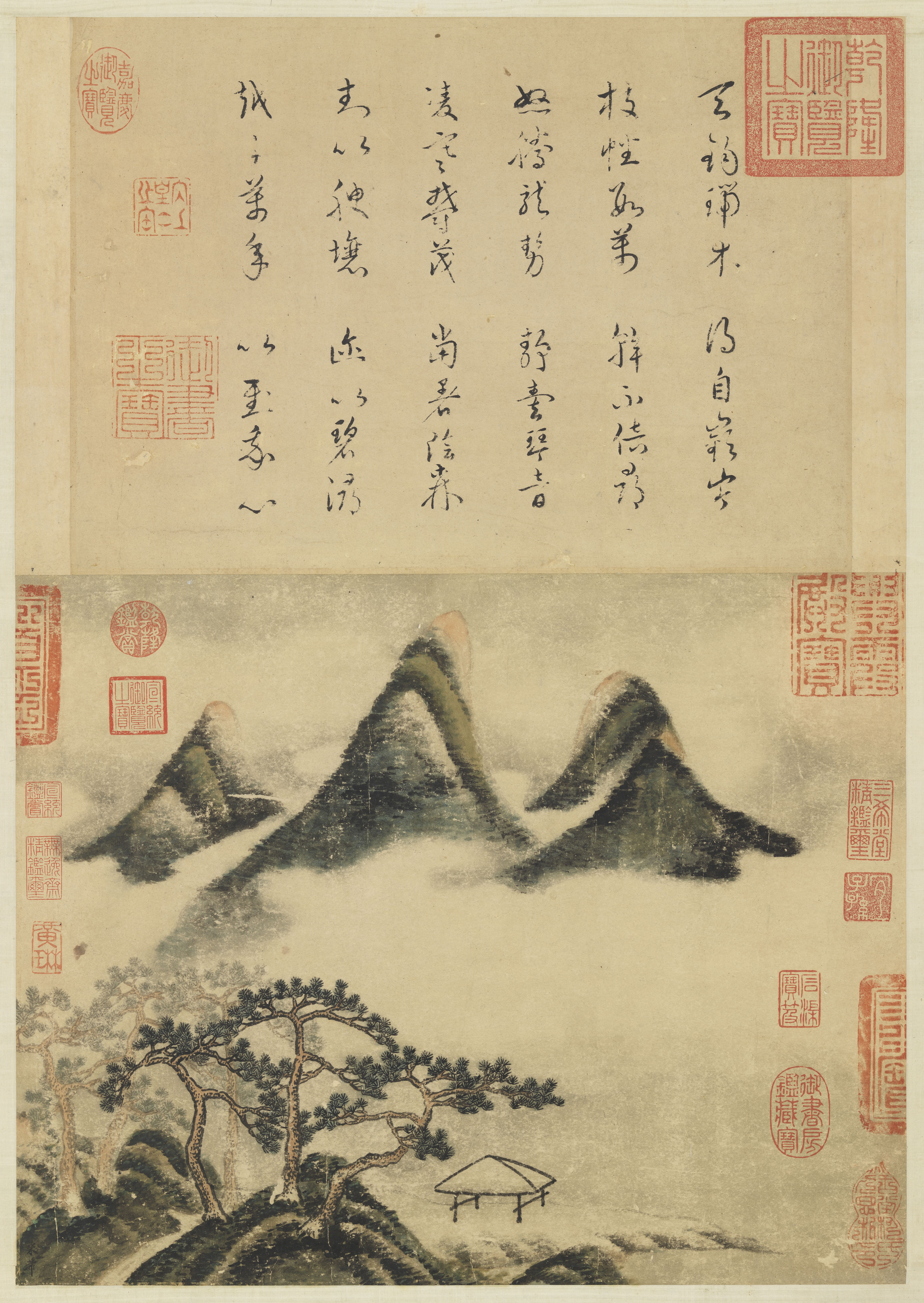
Mi Fu, c. 1100, tinta china y color sobre papel.

La dinastía Song es conocida por sus logros en términos de combinar poesía, pintura y caligrafía, llamadas las tres perfecciones, en una forma de arte compartida o como actividades complementarias. Un practicante de renombre de esta combinación fue Mi Fu (también conocido como Mei Fu). Esta práctica fue más una regla que una excepción para los poetas de la dinastía Song. La escritura de obras en prosa tampoco fue infrecuente para los poetas de la dinastía Song. Song Qi y Ouyang Xiu colaboraron en la ahora clásica historia del Nuevo Libro de Tang.

## La forma Ci
La forma poética Ci quizás alcanzó un punto culminante durante la dinastía Song. El ci es una especie de poesía china clásica lírica que utiliza una métrica poética basada en unas 800 formas prototípicas de ritmo fijo, que eran originalmente melodías de canciones, cada una con un título tradicional. Por lo tanto, el título de cada canción llegó a especificar un patrón fijo particular de tono, ritmo, número de sílabas (o caracteres) por línea y número de líneas. Por tanto, es común que varios ci compartan un mismo título, lo que muchas veces poco o nada tiene que ver con los temas de esos poemas, sino más bien con los patrones que siguen las letras. Muchos de sus principales defensores fueron poetas, como Li Qingzhao. Su Shi fue otro destacado poeta famoso por escribir en la forma ci.

## Xiaoxiang: poemas del exilio

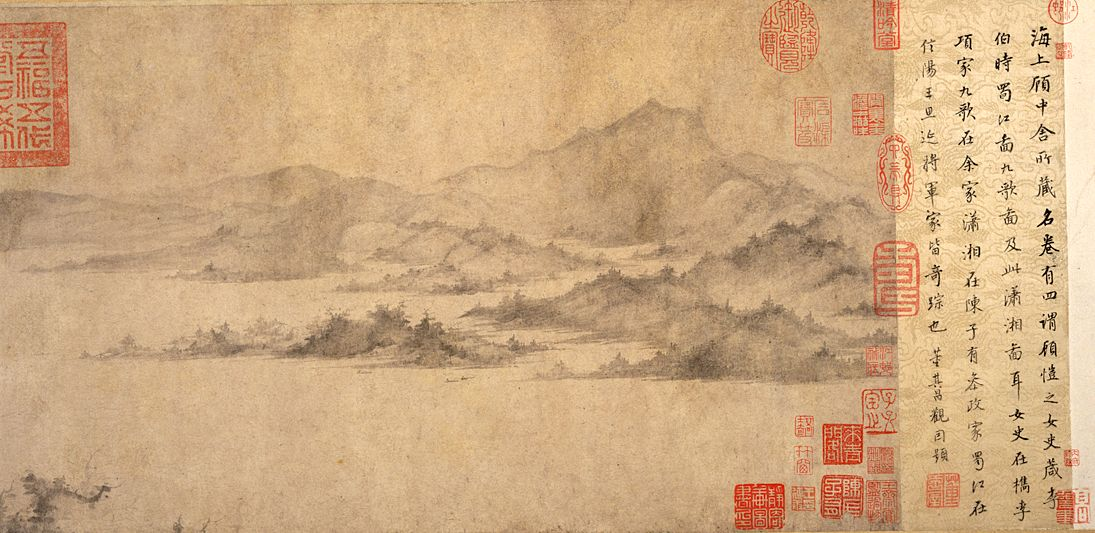
Parte del recorrido imaginario por Xiao-xiang de Li del. Dimensiones, 30,3 cm x 400,4 cm. Tinta sobre papel. Ubicado en el Museo Nacional de Tokio.

Como en la época de los Tang, muchos fueron los poemas escritos por poetas, que nunca recibieron los puestos gubernamentales de alto salario y prestigio social que deseaban o esperaban de la corte imperial por sus habilidades, talentos, a través de los exámenes de función pública. Aunque el servicio a la corte imperial (y al pueblo que teóricamente representaba) era un ideal social general y un ideal personal frecuente, la naturaleza arbitraria del sistema de poder imperial, sus poderes de censura y las vicisitudes del proceso histórico dieron como resultado una tradición de una disidencia fuerte pero sutil. El género de la poesía Xiaoxiang se remonta al menos al siglo III a. C. Continuó desarrollándose a nuevos niveles de expresiones sutiles de descontento a lo largo de la era de la dinastía Song.